# Paolo Molinari
Pour les articles homonymes, voir Molinari.
Paolo Molinari, né le 17 janvier 1924 à Turin (Italie) et décédé le 2 mai 2014 à Rome, est un prêtre jésuite italien et théologien. Expert au concile Vatican II, il fut longtemps le postulateur général de la Compagnie de Jésus.

## Biographie
Né dans une famille industrielle de Turin, Molinari entre dans la Compagnie de Jésus le 16 octobre 1942, durant la Seconde Guerre mondiale. Après des études de philosophie au scolasticat de Gallarate, près de Milan, et une expérience d’enseignement au collège de Muzzano (Venise), il commence ses études de théologie préparatoires au sacerdoce en 1949 à Chieri pour les achever à Heythrop College (Angleterre) où il est ordonné prêtre le 6 septembre 1952. 
Revenu en Italie il fait un doctorat à l’Université grégorienne où il commence peu après, un enseignement de théologie spirituelle (1958). Il le sera jusqu’en 1994. Théologien et peritus au concile Vatican II (1962 à 1965), il est particulièrement engagé dans la rédaction de la constitution dogmatique « Lumen Gentium », sur le mystère de l’Église comme corps mystique du Christ. 
De 1957 à 2009 Molinari est également postulateur général de la Compagnie de Jésus. Chargé de rassembler la documentation nécessaire à la béatification et canonisation des jésuites et ainsi promouvoir leur cause, il eut toujours comme ligne directrice de considérer la dévotion populaire en faveur d’un ‘candidat’ comme indication majeure, et sans nul doute, comme la plus importante, en faveur d’une éventuelle béatification ou canonisation : « les saints nous attirent parce que c’est Dieu qui travaille en eux, et par eux, Dieu communique avec nous ».
Molinari a piloté une quarantaine de causes jusqu'à leur canonisation, dont, entre autres, les saints Jean Ogilvie, Rupert Mayer, Jacinta et Francisco Marto , enfants visionnaires de Fatima, Juan Diego de Guadaloupe, Kateri Tekakwitha (première sainte indigène d’Amérique du Nord)  et d’autres. Comme beaucoup de causes sont groupées, cette quarantaine de dossiers auxquels il travailla pour la Congrégation pour les causes des saints concerne en fait plus de 150 personnes. Certains autres dossiers n'ont pas encore abouti, tels les causes de Pie XII et Paul VI.  
Actif  jusqu’à la fin de sa vie il meurt à Rome le 2 mai 2014.